# Josef Meiners
Josef Meiners (* 20. Juni 1931 in Freren; † 23. Mai 2020) war ein deutscher Landrat und Kommunalpolitiker (CDU).

## Leben
Er wurde 1931 als Sohn eines Frerener Bauern auf dem elterlichen Hof am Sunderberg geboren. Als 25-Jähriger wurde er erstmals 1956 für die CDU in den Kreistag des Landkreises Lingen gewählt. Nach der Kreisreform hatte er ununterbrochen zwischen 1977 und 2001 einen Sitz im Emsländischen Kreistag. Von 1969 bis 1991 war er Samtgemeindebürgermeister der Samtgemeinde Freren.
Er war zwischen 1981 und 2001 ehrenamtlicher Landrat des Landkreises Emsland. Bei den Wahlen 1986, 1991 und 1996 erfolgte jeweils die Wiederwahl. Die Emsland-Medaille wurde ihm als einem der ersten drei Träger am 3. August 1987 verliehen.

## Ehrungen
- 1987: Emsland-Medaille in Gold
- 1989: Bundesverdienstkreuz am Bande
- 2001: Ehrenlandrat des Landkreises Emsland